# Edvards Pavlovskis
Edvards Pavlovskis (pol. Edward Pawłowski; ur. 30 sierpnia 1950 w Beresne w powiecie krasławskim) – łotewski duchowny rzymskokatolicki polskiego pochodzenia, biskup diecezjalny Jełgawy w latach 2011–2025.

## Życiorys
Święcenia kapłańskie przyjął 25 maja 1975 z rąk biskupa Valerijansa Zondaksa. Inkardynowany do archidiecezji ryskiej, pracował przede wszystkim jako duszpasterz parafialny, był także wykładowcą i ekonomem ryskiego seminarium.
22 lipca 2011 papież Benedykt XVI mianował go biskupem Jełgawy. Sakry biskupiej udzielił mu 10 września 2011 dotychczasowy biskup Jełgawy – Antons Justs. Współkonsekratorami byli metropolita ryski – abp Zbigniew Stankiewicz i kard. Jānis Pujats. 5 stycznia 2025 papież Franciszek przyjął jego rezygnację z pełnionego urzędu.